# تي. إس. بويل
تي. إس. بويل (بالإنجليزية: T. C. Boyle)‏‏ (2 ديسمبر 1948 في بيكسكيل - ) كاتب، وروائي، وأستاذ جامعي من الولايات المتحدة.

## الجوائز
- زمالة غوغنهايم
- جائزة بن/مالامود
- جائزة ميديتشي عن فئة الأدب الأجنبي  [لغات أخرى]‏
- جائزة بن/فاکنر عن فئة الأعمال الخيالية  [لغات أخرى]‏

## روابط خارجية
- تي. إس. بويل على موقع IMDb (الإنجليزية)
- تي. إس. بويل على موقع مونزينجر (الألمانية)
- تي. إس. بويل على موقع ميوزك برينز (الإنجليزية)
- تي. إس. بويل على موقع أول موفي (الإنجليزية)
- تي. إس. بويل على موقع إن إن دي بي (الإنجليزية)
- تي. إس. بويل على موقع ديسكوغز (الإنجليزية)
- تي. إس. بويل على موقع قاعدة بيانات الفيلم (الإنجليزية)
- تي. إس. بويل على موقع كينوبويسك (الروسية)